# Huialfàs
Huialfàs, també Huyar Alfaz (en àrab aigües del prat) fou la major alqueria musulmana de Mallorca documentada al repartiment, amb 50 jovades. Pertenyia al Juz' d'Inkan i limitava aproximadament amb el torrent de Muro, l'alqueria de Talapi, torrent de Búger, torrent de Sant Miquel i la Marjal de l'Albufera de Mallorca.
L'any 1300, arran de les Ordinacions de Jaume II, s'hi ubicà la vila de la Pobla d'Huialfàs, l'actual sa Pobla.